# 中央道高速バス

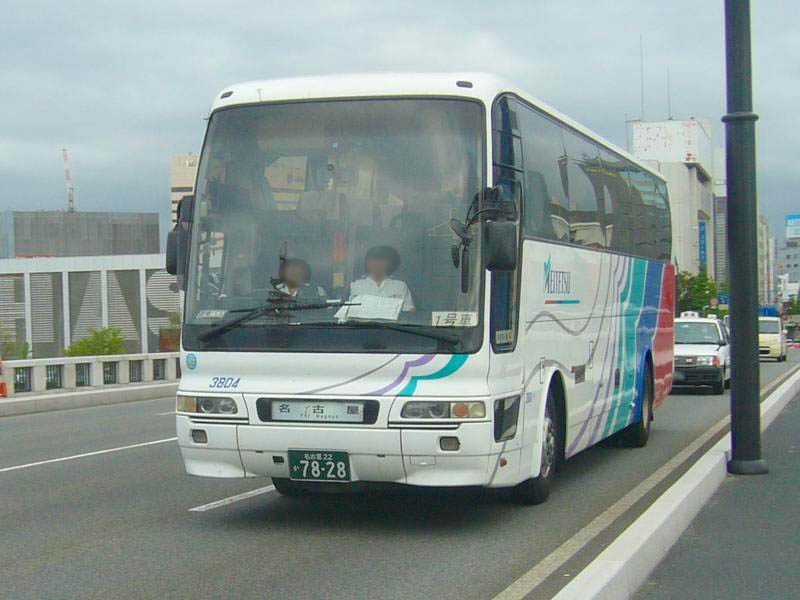
名古屋 - 新潟線 （名鉄バス）

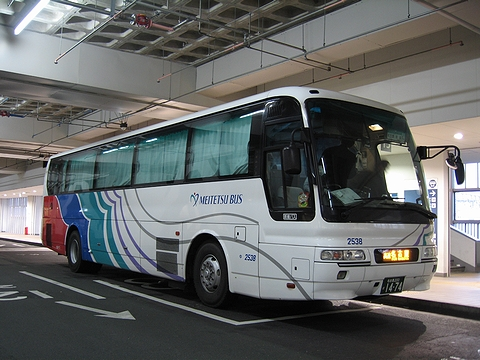
名古屋 - 新宿線 （名鉄バス）

中央道高速バス（ちゅうおうどうこうそくバス）は、名鉄バスおよびその共同運行会社が運行している、中央自動車道を経由し、名鉄バスセンターに発着する高速バス路線の総称である。ここでは名鉄バスおよび東濃鉄道が運行する名古屋 - 多治見・可児間の中央道経由の都市間高速バスについても扱う。
本項では以下、単に「名鉄」とした場合は、名古屋鉄道のバス部門および名鉄バスを指す。

## 概説
名鉄バスを中心として運行している。運行当初は「中央道特急バス」と呼ばれており、現在でもそのように案内されていることがある。なお、「中央高速バス」という呼び方は京王電鉄バスの登録商標のため、新宿線以外では使用できない。

## 歴史

### 前身（名飯急行バス）
- 1938年（昭和13年）5月10日[注釈 1] - 名古屋飯田間を結ぶ名飯急行バスが名鉄自動車（後に名鉄本体に吸収）・尾三自動車（後に名鉄に吸収）・南信自動車（現信南交通）により運行開始。1日3往復（各社1往復）、所要5時間半。
- 1941年（昭和16年）8月31日 - 名飯急行バス、ガソリン統制により休止。
- 1952年（昭和27年）7月25日 - 名古屋鉄道と信南交通により運行再開。1日3往復（名鉄2、信南1）、所要4時間57分[1]。
- 1975年（昭和50年）8月24日 - 中央自動車道・恵那山トンネル開業に伴い、名飯急行バスを高速道路に載せ替えた。

名飯急行バスの運行ルートは国道153号（飯田街道）を主な経路とし、名古屋駅・名鉄バスセンター - 今池 - 赤池 - 豊田（四郷） - 足助 - 稲武 - 根羽 - 飯田と結んでいた。赤池 - 平戸橋間は、国道を離れ三ヶ峯峠を経由するルートであった。
現在も赤池駅 - 豊田市駅 - 足助（名鉄バス）、浄水駅 - 足助 - 稲武・豊田市駅 - (快速) - 稲武（とよたおいでんバス）、稲武 - 根羽（どんぐりバス）、根羽 - 阿智（西部コミュニティバス）、阿智 - 飯田（信南交通）と路線バスがあり、名古屋・飯田間でバス路線がつながっている。ただし、豊田・飯田両都市圏内での通学の利便性を優先しているため、根羽バス停を跨いでの乗継移動への配慮は無い。

### 高速載せ替え後
- 1975年（昭和50年）8月24日 - 旧・名飯線（名飯急行バス）、名中線（名古屋 - 中津川間を国道19号経由で運行していた急行バス）からの中央道載せ替えにより「中央道特急バス」として運行開始。名鉄・信南交通の共同運行。
- 1976年（昭和51年）5月15日 - 伊那線運行開始。名鉄・信南交通・伊那バスの共同運行[2]。
- 1988年（昭和63年）9月3日 - 松本線運行開始。名鉄・松本電気鉄道・JR東海バスの共同運行[3]。
- 1991年（平成3年）4月4日 - 伊那線を箕輪まで延長[2]。
- 1997年（平成9年）10月1日 - 名古屋鉄道・諏訪バス運行の諏訪線を廃止[4]。
- 2001年（平成13年）10月19日 - JR東海バス、松本線から撤退。名鉄、松電の2社による運行になる。
- 2002年（平成14年）12月20日 - 新宿線運行開始。名鉄・京王バス東の共同運行。
- 2003年（平成15年）10月1日 - 名鉄が運営していたインターネット予約システムを「ハイウェイバスドットコム」に移行。
- 2005年（平成17年）
  - 7月1日 - 新潟線運行開始。当初は新潟交通の単独運行だったが、同年10月1日より名鉄バスと新潟交通の共同運行となる。
  - 9月15日 - 長野線運行開始。名鉄・川中島バスの共同運行。
- 2019年（令和元年）6月21日 - 飯田線、伊那線、新潟線で運賃改定[5]。
- 2024年（令和6年）
  - 4月16日 - 長野線を当面の間運休。
  - 6月24日 - 松本線を当面の12本（名古屋発6本、松本発6本）運休。

## 主な系統

### 概説
現在、名古屋から飯田・伊那方面へは高速バスが唯一の直行輸送機関となっている。新潟線は航空路線と競合しているが、料金が航空利用時よりも安価であることや中心市街地に直接乗り入れることで健闘しており、週末や大型連休などには続行便が運行されることが多い。松本・長野方面では特急「しなの」と競合しており、所要時間や定時性では劣るものの、中央道高速バスは鉄道利用に比べて低廉な料金設定やパークアンドライドサービスの提供などで対抗している。
比較的短い区間を走る都市間高速バスは、名古屋近郊のベッドタウンから都心部への通勤・通学・買い物などの足を担っており、鉄道とは補完関係に近い側面を持っている。

### 路線一覧
長野線を除く全路線で名鉄バス（名古屋中央営業所）と共同運行会社が運行する。
各路線とも全便座席指定制のため、乗車には予約が必要。
以下、主要停留所のみ記載。

#### 飯田線
名鉄バスセンター・栄（オアシス21）（一部便）- 桃花台 - 馬篭 - 昼神温泉 - 伊賀良 - 飯田駅前
名鉄バスセンター・栄（オアシス21）（一部便）- 桃花台 - 馬篭 - 駒場 - 伊賀良 - 飯田駅前
- 1日10往復（信南交通と共同運行）。
- 途中休憩なし。
- 名鉄は「飯田線」、信南は「名古屋線」として案内しているが、ともに現在も「名飯（めいはん）線」が正式な路線名とされている。旧・名飯線（名飯急行バス）の経路変更として路線免許を取得した経緯が関係している。
- 昼神温泉を経由する便（1日3往復）と、中央道上の駒場バスストップを経由する便がある。
- 2006年9月16日、県庁前・東大曽根・鳥居松[注釈 2]の各停留所を廃止。
- 名鉄・信南交通の車内において、Wi-Fiサービスが利用可能[6]。

#### 伊那線
名鉄バスセンター・栄（一部便） - 桃花台 - 中津川 - 馬篭 - 駒ヶ根バスターミナル ・伊那バスターミナル・箕輪（伊那バス営業所）
- 1日9往復（信南交通・伊那バスと共同運行）。
- 恵那峡SAで休憩する。
- 2006年9月16日より菅の台バスセンターに乗り入れ。
- 名鉄・信南交通・伊那バスの車内において、Wi-Fiサービスが利用可能[6]。

#### 松本線
名鉄バスセンター・栄（名古屋行の一部便のみ停車） - 桃花台 - 中央道辰野 - 広丘野村 - 松本インター前 - 松本バスターミナル
- 1日8往復（アルピコ交通本社と共同運行）。
- 神坂PAで休憩するが、アルピコ交通の一部の便は、恵那峡SAで休憩を行う。
- 1998年頃から中央道辰野に停車[8]。
- 2010年6月1日から女性専用席を設定。
- 同じく2010年6月1日から名古屋 - 松本間の高速バスと松本 - 新島々 - 上高地間のアルピコ交通電車・バス往復割引乗車券をセットにした企画乗車券「上高地ゆうゆうきっぷ」を発売している。期間はゴールデンウィーク明けから冬季閉鎖の行われる11月15日帰着まで（夏休みと秋の3連休期間を除く）、4日間有効で8,000円。
- 2011年5月9日からは上高地ゆうゆうきっぷの姉妹版「乗鞍高原・白骨温泉ゆうゆうきっぷ」を発売している。こちらはゴールデンウィークと夏休みを除く通年発売で、名古屋 - 松本間の高速バスと松本 - 新島々 - 乗鞍高原・白骨温泉間のアルピコ交通電車・バス往復割引乗車券がセットになり、6日間有効で7,400円。
- 2012年2月1日から、名古屋行の一部便が栄に停車（降車専用）。
- 2012年4月1日 - 名鉄バスの一部便に大型独立シート「Sクラス」を4席設定。普通運賃・回数券にシート料金1000円追加。新宿線にも導入[9]
- 2012年12月1日から、2往復増やし8往復に増便。
- 2018年8月1日から、アルピコ交通の担当便の1往復に、「Sクラス」を導入。
- 名鉄・アルピコ交通の車内において、Wi-Fiサービスが利用可能[6]。
- 2020年3月までは、名鉄バスセンター - 長野道神林間で長野線と一体扱いだったが、2020年4月以降は長野線と別路線扱いとなる。
- 2020年4月1日 - 名鉄バス、アルピコ交通とも「Sクラス」を廃止[10]。
- 2020年10月1日 - 名鉄バス、アルピコ交通とも「ひとりだけシート」を導入。普通運賃にシート料金800円追加[11]。

#### 長野線
名鉄バスセンター・栄（名古屋行のみ停車） - 桃花台 - 長野道松本 - 安曇野 - 長野バスターミナル - 長野駅 - 善光寺大門
- 1日1往復（アルピコ交通長野支社の単独運行）。
- 恵那峡SAと梓川SAで休憩する。
- 2010年1月12日より女性専用席を設定。
- 2010年8月1日より長野道岡谷 - 長野道松本間の各BSへも停車。
- 2012年2月1日より名古屋行の一部便が栄に停車（降車専用）。
- 2012年12月1日より2往復に減便。なお、減便分は松本線に振り替えられた。
- 名鉄・アルピコ交通の車内において、Wi-Fiサービスが利用可能[6]。

- 2020年4月1日より1往復に減便。名鉄バスが撤退し、アルピコ交通の単独運行となる[12]。

#### 新潟線
名鉄バスセンター - 木田（上越） - 長岡北 - 栄 - 三条・燕 - 新潟駅前 - 万代シテイバスセンター
- 1日2往復（昼行・夜行各1往復、新潟交通と共同運行）。名鉄バス側では新潟線、新潟交通側では名古屋線として案内等を行っている。
- 途中休憩は以下のとおり。
  - 名鉄バス担当便（2便 <昼行便>および3便 <夜行便>）：恵那峡SA・姨捨SA（昼行便）・米山SA
  - 新潟交通担当便（1便 <昼行便>および4便 <夜行便>）：阿智PA・姨捨SA・栄PA（夜行便）・米山SA（昼行便）
- 独立3列シートの車両で運行しているが、多客期に運行される続行便は4列シートの車両が充当される。

路線沿革
- 2005年（平成17年）
  - 7月1日 - 新潟交通の単独運行により運行開始。
  - 10月1日 - 名鉄バスが参入、共同運行となる[注釈 5]。
- 2011年（平成23年）9月1日 - 停車停留所に木田（上越）・長岡北・栄を追加。
- 2020年（令和2年）
  - 4月16日 - 新型コロナウイルスの影響により、この日より当面の間運休[13]。
  - 6月1日 - この日の夜行便より運行を再開[14][15]。

#### 新宿線
名鉄バスセンター・栄・勝川駅前・桃花台・多治見・恵那・中津川・馬篭 - バスタ新宿（新宿駅南口）
- 1日4往復（昼行 <朝便・夕方便>・夜行各2往復、京王バスと共同運行）。
  - 京王バスでは「中央高速バス名古屋線」と表記しているが同一路線のことである。
- 開放休憩は10〜15分間が3回で便により休憩するサービスエリアは異なる。夜行便は開放休憩とは別に、時間調整・乗務員休憩として停車する場合がある（その間、乗客は外出不可）。
  - 通常は途中で乗務員交代は無いが、渋滞・混雑など大幅な遅延が見込まれる時は乗務員2名体制。

路線沿革
- 2002年12月20日 - 運行開始。
- 2008年以降 - 席数限定で早期決済（購入）割引運賃を設定。ネット予約後クレジットカード決済、電話や窓口発売は無し。
- 2011年2月以降 - 新宿発夜行便で、名鉄バスセンター降車時にサウナ（入浴）割引券を希望者に配布。
- 2012年4月1日 - 名鉄バス便に大型独立シート「Sクラス」を4席設定。普通運賃・回数券にシート料金1000円追加。
- 2012年4月27日 - 夜行便ダイヤと停車バス停が改正。夜行便が経路変更で新たに聖蹟桜ヶ丘駅・府中駅に停車。
- 2012年7月1日 - 京王バス便に4列シート2席を1人で利用できる「ひとりだけシート」を設定。普通運賃や回数券にシート料金1000円追加。
- 2013年10月1日 - 夜行便ダイヤ改正。
- 2016年4月4日 - 新宿高速バスターミナルが、新宿駅西口からバスタ新宿に移転。それにより発着点が変更になる。
- 2021年7月16日 - 名鉄バス便の「Sクラス」を廃止し、代替として「ひとりだけシート」を設定。普通運賃にシート料金1000円追加[16]。

車両・座席装備

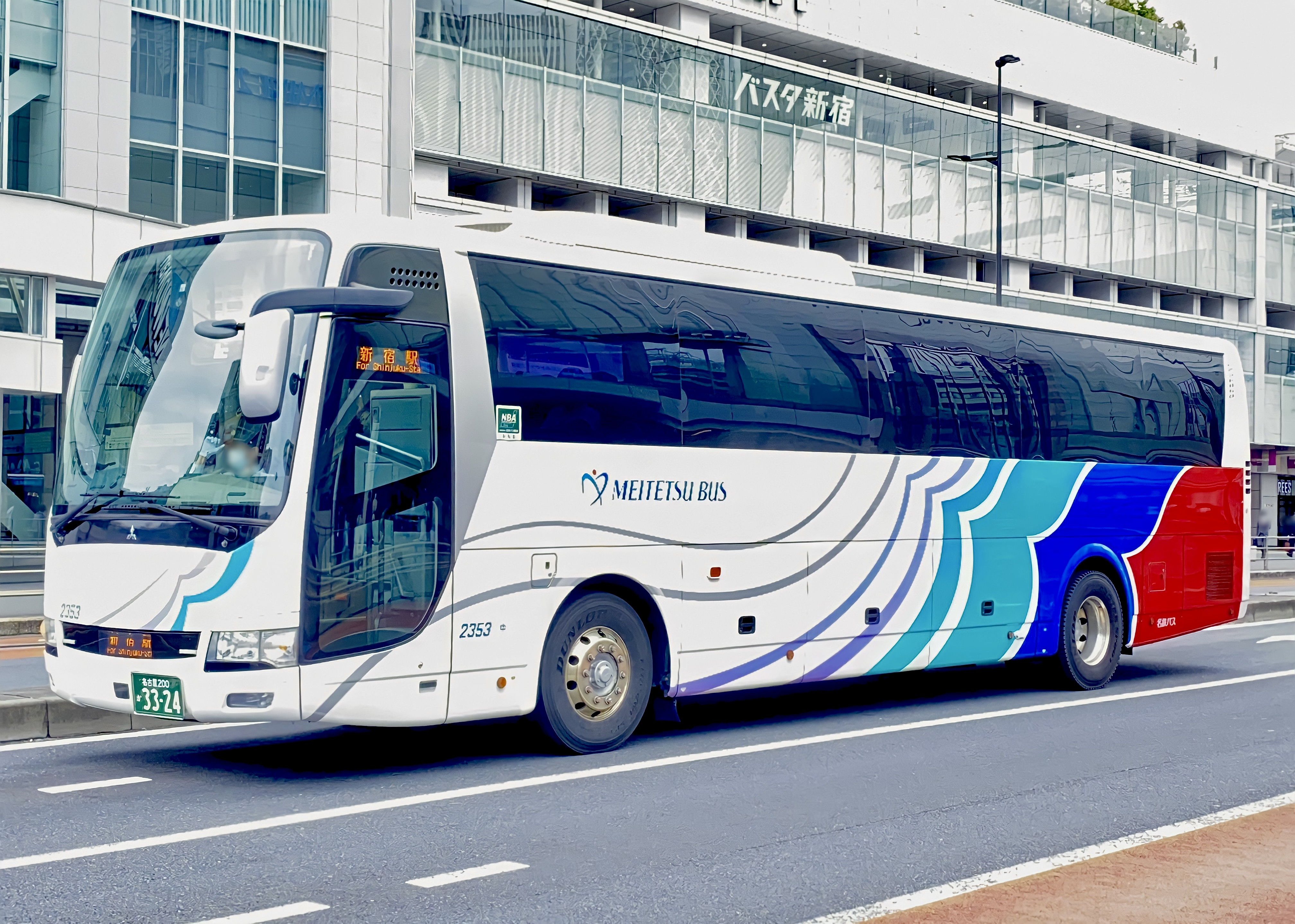
パウダールーム付き4列ゆったりシート車両（2353号車）

- シートは、補助席無しセンターアームレストとフットレスト付きの幅広「4列ゆったりシート」。トイレはパウダールーム（洗面台・大型鏡・着替え台）仕様。整備や増車の都合でサービス設備が異なる場合もある。
- 名鉄車両は抗菌脱臭・ウイルス対策の光触媒加工、プラズマクラスターイオン発生機付き。
- 名鉄車両は無線インターネットサービスWi-Fiを順次搭載。[6]
- 充電用コンセントは名鉄車両全席、京王車両ひとりだけシートに設置。
- 女性優先（専用）席として隣には同性が座るように席割りされる。
- 夜行便は全席で毛布のサービスあり。
- 2013年7月以降、予約サイト「ハイウェイバスドットコム」で予約時に前方:後方:窓側:通路側の希望選択が可能になっている。

### 都市間高速バス
いずれの系統も起終点付近での近距離利用を制限するクローズドドアとなっており、「・（なかてん）」の区間のみの乗降は不可。
多治見線（桜ヶ丘ハイツ線）
- 名鉄バスセンター・栄 - 桃花台 - 名鉄緑台・明和団地・旭ヶ丘中央・桜ヶ丘ハイツ（桜ヶ丘・皐ヶ丘・桂ヶ丘）
  - 東濃鉄道と共同運行。
  - 花フェスタ記念公園でイベントが行われる場合、臨時に延長運行されることがある。

西可児線
- 名鉄バスセンター・栄 - 桃花台 - 光陽台・愛岐ヶ丘口・鳴子公園・可児市役所・可児車庫
  - 東濃鉄道の単独運行。
  - 一部はリトルワールドを経由する。また、西可児駅と可児駅は経由しない。
  - 多治見線と同様に花フェスタ記念公園でイベントが行われる場合、臨時に延長運行されることがある。
  - 2009年9月30日の運行を以て名鉄バスは撤退し、翌10月1日のダイヤ改正以降は東濃鉄道のみの運行となった。

名古屋 - 土岐プレミアム・アウトレット線
- 名鉄バスセンター・桃花台 - 土岐プレミアム・アウトレット
  - 東濃鉄道の単独運行。
  - 栄には停車しない。
  - 土曜・日曜・祝日とバーゲンセール期間の平日のみ運行

## 廃止路線
茅野 - 名古屋線（中央道高速バス茅野 - 名古屋線）
- 中央自動車道経由
- 1997年10月1日廃止

可児市役所線
- 名鉄バスセンター・栄 - 桃花台 - 光ヶ丘・南姫・清水ヶ丘・可児市役所・可児車庫
  - 東濃鉄道の単独運行。主に可児市南部を経由する。
  - 2018年3月31日限りで廃止された。

## 使用車両

### 概要
- 基本的には各社ともトイレ付車両を使用するが、都市間高速バスの多治見線・可児線・名古屋 - 土岐プレミアム・アウトレット線には車内トイレが設置されていない。
  - 名鉄・東鉄とも近年、都市間高速バスに路線車ベースの専用車両を投入している。
- 一時期、伊那バスと信南交通では、新車は新宿方面の中央高速バスに集中投入し、中央道特急バスは経年車中心の運用としたことがあった。現在はどちらの路線にも全く共通で使用されているが、導入時期が新しい車両は新宿線に運用される例が多い。
- 名鉄バス車両は全車、プラズマクラスターイオン発生器と無線インターネットwifiサービス[6]を順次搭載していくことを発表済み。

### 使用車両画像一覧

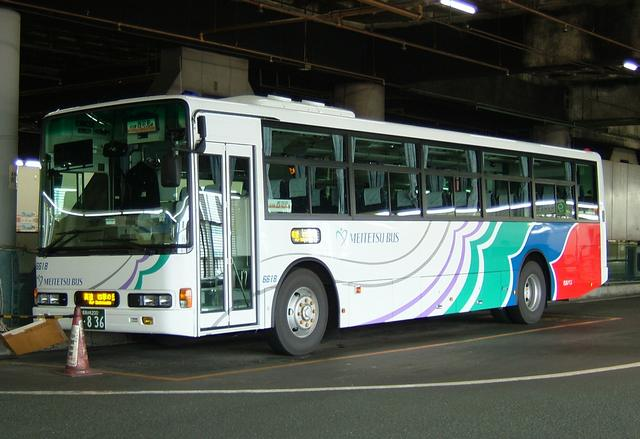
中央道高速バス（都市間高速バス）西可児線（撤退により現在は使用されていない） 名鉄バス 6618
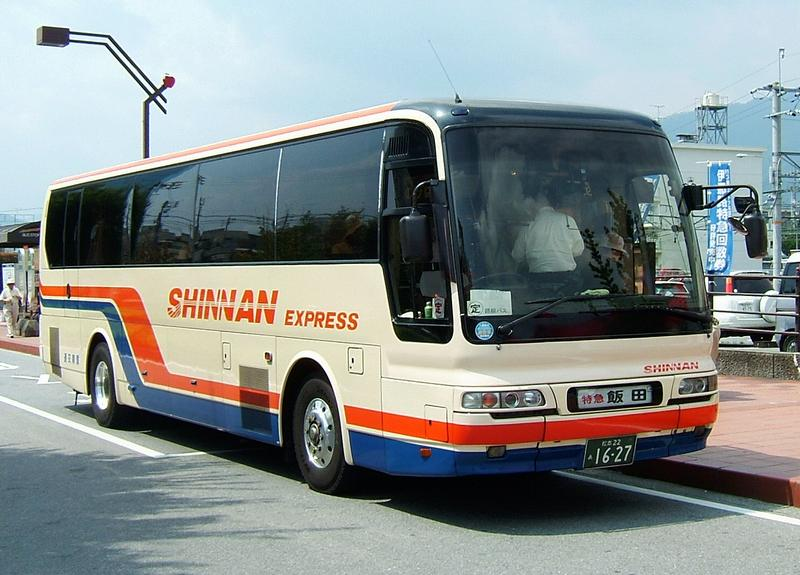
中央道高速バス（信南交通）
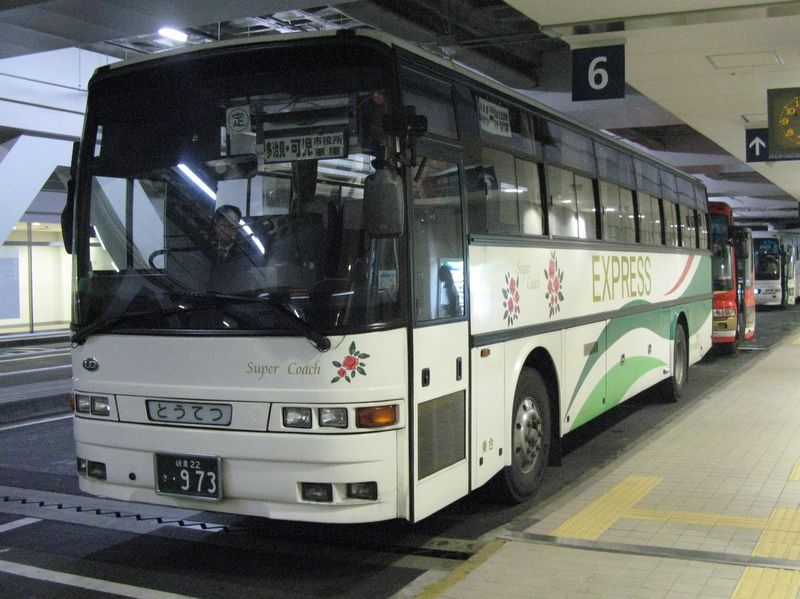
中央道高速バス（都市間高速バス）可児市役所線 東鉄バス
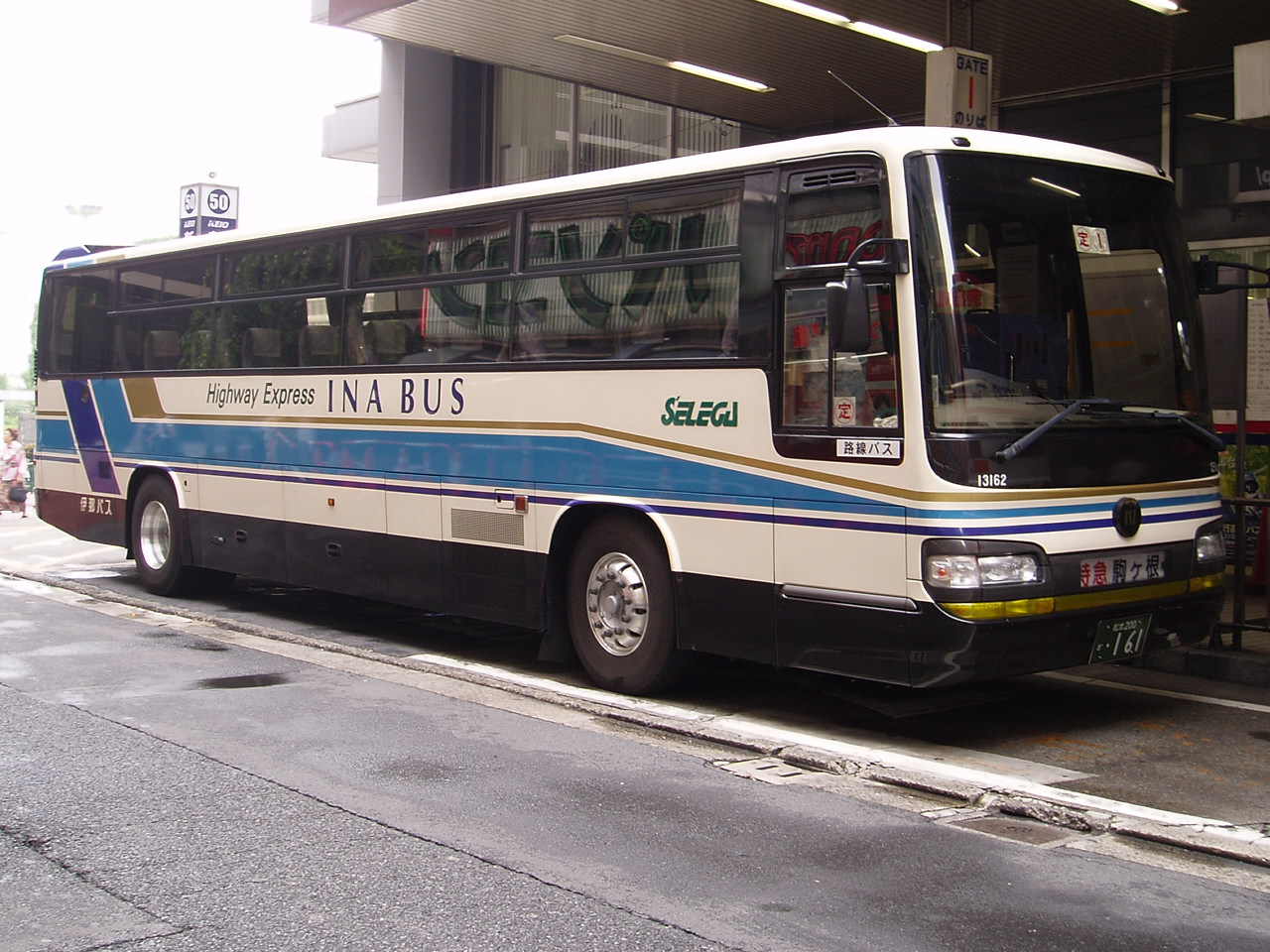
中央道高速バスに使用される車両（伊那バス）
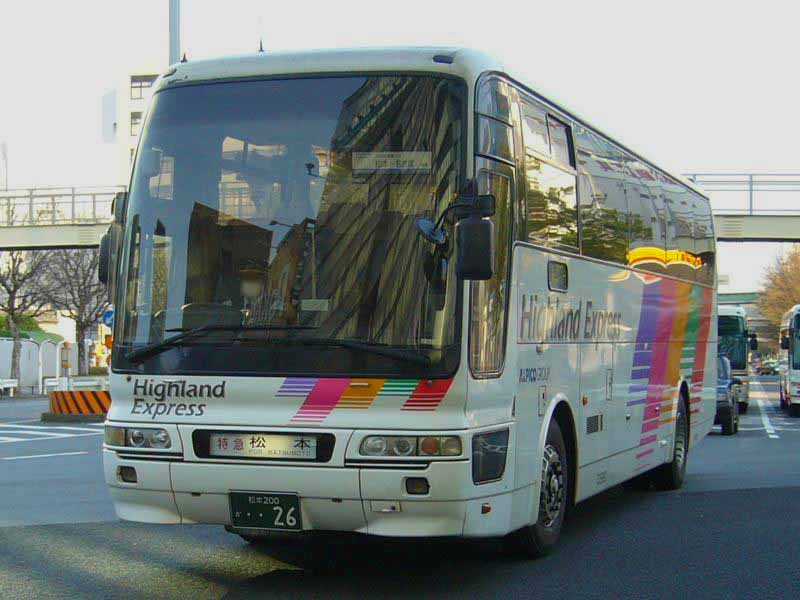
中央道高速バス （松本電気鉄道 - 現、アルピコ交通）
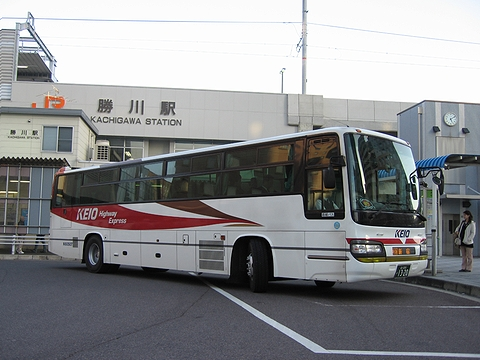
中央道高速バス（京王バス東）
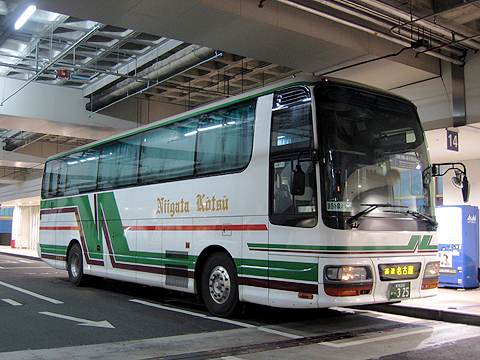
中央道高速バスに使用される車両（新潟交通）

## 注記